# Leptocerus quilleverei
Leptocerus quilleverei is een schietmot uit de familie Leptoceridae. De soort komt voor in het Afrotropisch gebied.